# Самсон Китур
Самсон Китур (Елдорет, 25. фебруар 1966 — Елдорет, 25. април 2003) је био
кенијски атлетичар који се такмичио у дисциплини трчања на 400 метара.
За разлику од већине својих сународника, који су се такмичили у дисциплинама на удаљености већој од 800 метара, он се специјализовао за 400 метара. Победио је на Афричком првенству у атлетици 1990. оджаном у Каиру, 1991. на Светском првенству у дворани у Севиљи је освојио сребро, а на Олимпијским играма 1992. у Барселони био је трећи. Годину дана касније освојио је и бронзану медаљу на Светском првенству 1993. у Штутгарту. 
Умро је изненада од неименоване болести у доби од 37 година у својој кући у Елдорету.
И његова два брата су атлертичари: Сајмон Китур и Дејвид Китур.

## Значајнији резултатри
| Год.  | Такмичење                                       | Место               | Пласман | Резултат         |
| ----- | ----------------------------------------------- | ------------------- | ------- | ---------------- |
| 1900  | Афричко првенство у атлетици 1900.              | Каиро, Египат       | 1       | 45,15            |
| 1900  | Игре Комонвелта 1990.                           | Окланд, Нови Зеланд | 2       | 400 m            |
| 1900  | Игре Комонвелта 1990.                           | Окланд, Нови Зеланд | 1       | 4 × 400 m        |
| 1991  | Светско првненство у атлетици у дворани 1991.   | Севиља, Шпанија     | 2       | 46,21            |
| 1991  | Светско првенство у атлетици на отвореном 1991. | Токио, Јапан        | 9       | 46,07            |
| 1991  | Светско првенство у атлетици на отвореном 1991. | Токио, Јапан        | 5       | 3:00,34 4×400 m  |
| 1992  | Летње олимпијске игре 1992.                     | Барселона, Шпанија  | 3       | 44,24            |
| 1993  | Светско првенство у атлетици на отвореном 1993. | Штутгарт, Немачка   | 3       | 44,54            |
| 1993  | Светско првенство у атлетици на отвореном 1993. | Штутгарт, Немачка   | 2       | 2:59,82 4× 400 m |
| 1995  | Светско првенство у атлетици на отвореном 1995. | Гетеборг, Шведска   | 5       | 44,71            |
| 1996. | Летње олимпијске игре 1996.                     | Атланта, САД        | 5       | 45,17            |